# Aralia debilis
Aralia debilis là một loài thực vật có hoa thuộc họ Araliaceae. Đây là loài đặc hữu của Trung Quốc.